# Ulrike Kaup
Ulrike Kaup (* 1958 in Gütersloh) ist eine deutsche Autorin.

## Leben
Sie studierte in Münster mit dem Ziel auf ein Lehramt Germanistik und Sozialwissenschaften. 1984 lebte sie für ein halbes Jahr in Sydney / Australien. Anschließend nahm sie Nebentätigkeiten an und arbeitete an einem Kolloquium über Textproduktion und Textrezeption an der Universität Münster mit. Von 1985 bis 1987 war sie Referendarin an einer Real- und einer Gesamtschule in Münster. Von 1988 bis 1989 ließ sie sich an der Industrie- und Handelskammer zur Fremdsprachensekretärin ausbilden und arbeitete daraufhin einige Jahre in Düsseldorf. Ende 1994 nahm sie an einem Seminar für Kinderbuchautoren der Bertelsmann Stiftung teil. Seit 1995 ist sie Lehrerin an einer Realschule in Gladbeck, und 1996 veröffentlichte sie ihr erstes von zahlreichen Kinderbüchern. Später hat sie auch begonnen, Geschichten für Erwachsene zu schreiben.

## Bibliographie

### Kinder- und Jugendliteratur (Auswahl)
- Zausel bleibt bei uns!. Mit Bildern von Silke Brix-Henker. Ed. Bücherbär, Würzburg 1996. ISBN 3-401-07282-X.
- Laura und Leon gehen zum Arzt. Mit Bildern von Magdalene Hanke-Basfeld. Ed. Bücherbär, Würzburg 2002. ISBN 978-3-401-08224-0.
- Nur Mut, kleiner Hase!. Mit Bildern von Uli Waas. Ed. Bücherbär, Würzburg 2004. ISBN 3-401-08557-3.
- Vitali Vampir und die verborgene Schatzkammer. Mit Leserätseln und Suchbild sowie Bildern von Lilli di Franco. Arena, Würzburg 2011 ISBN 978-3-401-09778-7.
- Alle Schäfchen schlafen schon. Mit Franziska Jaekel u. Jana Frey, Bilder von Denitza Gruber u. Mechthild Weiling-Bäcker. Arena Verlag, Würzburg 2022, ISBN 978-3-401-71758-6